# توره پلیچه
توره پلیچه (به ایتالیایی: Torre Pellice) یک کومونه در ایتالیا است که در استان تورین واقع شده‌است. توره پلیچه ۲۱٫۲ کیلومتر مربع مساحت و ۴٬۶۴۸ نفر جمعیت دارد و ۵۱۶ متر بالاتر از سطح دریا واقع شده‌است.